# Monorepo
Monorepo er et begreb indenfor softwareudvikling som betyder at man benytter ét repository ("repo") i versionsstyringen på tværs af projekter.
Metoden anvendes af store software-udviklingsfirmaer som Facebook og Google.
Monorepo'er vil kunne være meget store, og det kan derfor være en udfordring for versionsstyringssystemet. 
Facebook ændrede versionsstyringssystemet Mercurial til at håndtere deres monorepo.